# Francisco Mora
Francisco Mora (Porto, 26 augustus 1996) is een Portugees autocoureur.

## Carrière
Mora begon zijn autosportcarrière in 2011 in het karting. In 2013 maakte hij de overstap naar het formuleracing, waarbij hij voor het Interwetten.com Racing Team uitkwam in de Formule Renault 2.0 Alps. Hij scoorde enkel met een tiende plaats op Spa-Francorchamps en een achtste positie op het Autodromo Nazionale Monza, waardoor hij als 26e in het kampioenschap eindigde met 5 punten. Hij reed dat jaar tevens voor Interwetten als gastrijder in de Eurocup Formule Renault 2.0 tijdens het raceweekend op de Hungaroring.
In 2014 maakte Mora de overstap naar de GT-auto's, waarbij hij deelnam aan het Italiaanse GT-kampioenschap en de Blancpain Sprint Series voor het team Sport and You. In 2015 bleef hij rijden in de Italiaanse GT, maar maakte daarnaast ook zijn debuut in de TCR International Series voor het team Veloso Motorsport tijdens zijn thuisrace op het Autódromo Internacional do Algarve in een Seat Leon Cup Racer, waarbij hij de races als tiende en achtste eindigde. Tijdens het laatste raceweekend op het Circuito da Guia reed hij voor Target Competition in een Leon, maar wist hier geen van beide races te finishen. Hierdoor werd hij dertigste in het kampioenschap met vijf punten. Ook reed hij in de TCR Portuguese Series voor Veloso, waarin hij de enige deelnemer was en zo met vier overwinningen kampioen werd.